# Neuchâtel Open
Het Neuchâtel Open was een internationaal golftoernooi op de agenda van de Europese Challenge Tour. Het toernooi bestond uit drie rondes van 18 holes.
De Challenge Tour (CT) heeft in de loop der jaren vijf toernooien in Zwitserland gehad: het Interlaken Open, het Neuchâtel Open, de Rolex Trophy (CT sinds 1991), de Credit Suisse Challenge en de Olivier Barras Memorial. Nadat de Alps Tour was opgericht, gingen de Barras Memorial en het Neuchâtel Open daarheen. De Rolex Trofee en de Credit Suisse staan nog in het schema van de Challenge Tour.

## Open de Neuchâtel
- 1989:  Brian Evans
- 1990:  André Bossert
- 1991:  Heinz Peter Thuel

## Neuchâtel Open SBS Trophy
- 1992:  Heinz Peter Thuel

## Open de Neuchâtel
- 1993:  Paolo Quirici

## Neuchâtel Open SBS Trophy
- 1994:  Rolf Muntz
- 1995:  Nicolas Vanhootegem

## Neuchâtel Open Golf Trophy
- 1996:  Frederico Bisazza
- 1997:  Erol Simsek
- 1998: niet gespeeld
- 1999:  Richard S Johnson

## UBS Warburg Swiss Golf Open Neuchatel
- 2000:  Steve Rey

## Open de Neuchâtel
- 2003:  Alexandre Balicki (204)
- 2004:  Jérôme Theunis (205)
- 2005:  Thomas Feyrsinger (199)
- 2006:  Gary Marks (202)
- 2007:  Marcus Knight (206)